# Žanna Prochorenko
Žanna Trofimovna Prochorenko (in russo Жанна Трофимовна Прохоренко?; Poltava, 11 maggio 1940 – Mosca, 2 agosto 2011) è stata un'attrice sovietica, dal 1991 russa.

## Biografia
La Prochorenko nacque a Poltava nell'allora Repubblica Socialista Sovietica Ucraina, poi si spostò con la famiglia a Leningrado.

## Filmografia parziale

### Cinema
- Ballata di un soldato (Ballada o soldate]), regia di Grigorij Čuchraj (1959)
- Italiani, brava gente, regia di Giuseppe De Santis (1964)
- Idu na grozu, regia di Sergej Mikaeljan (1966)
- Viburno rosso (Kalina krasnaja), regia di Vasilij Šukšin (1975)